# Phường 16, Quận 8
Phường 16 là một phường thuộc Quận 8, Thành phố Hồ Chí Minh, Việt Nam.
Phường 16 có diện tích 3,55 km², dân số năm 2021 là 58.438 người,  mật độ dân số đạt 16.461 người/km².